# Willy Brandt (Pädagoge)

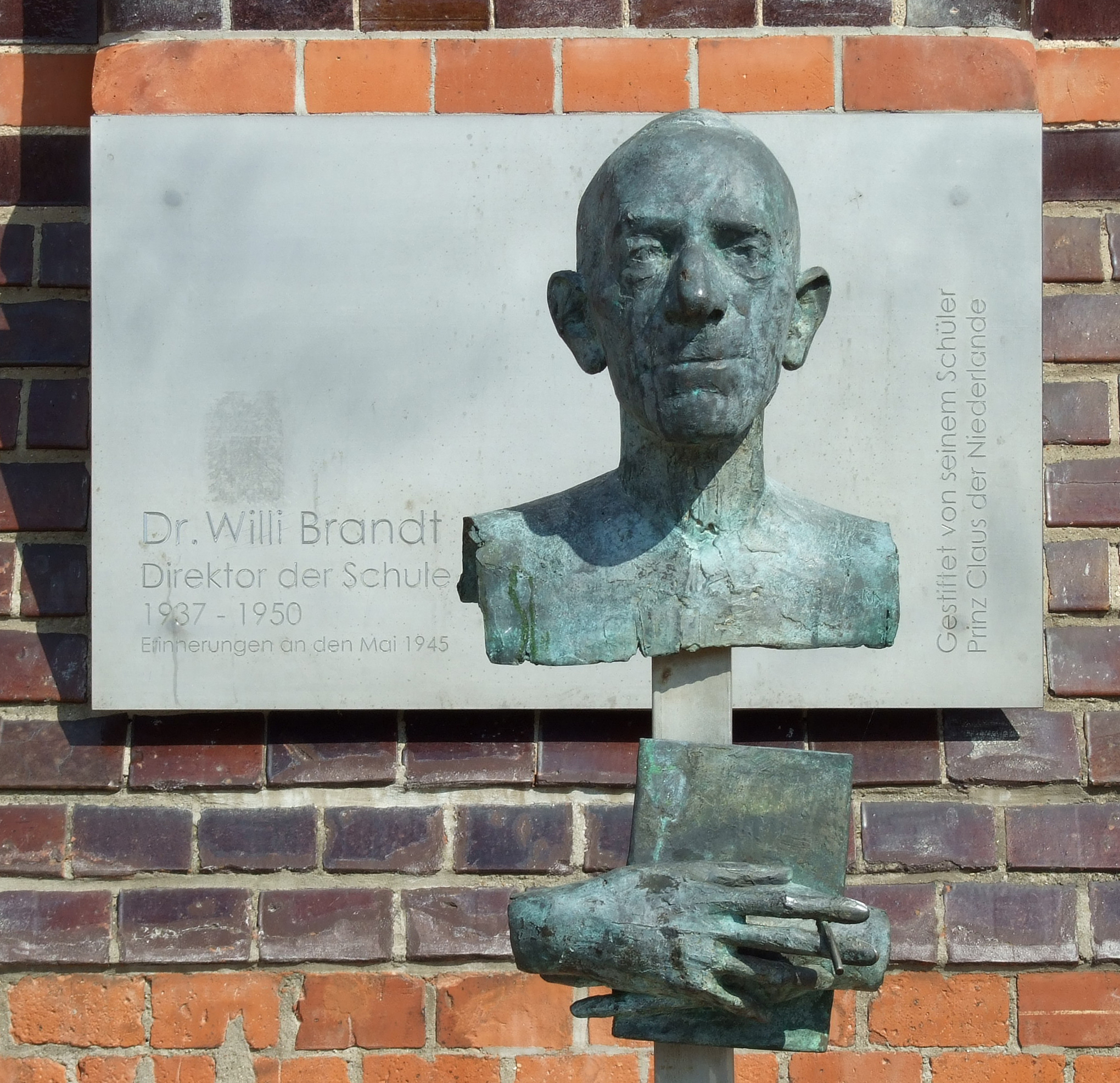
Büste von Willy Brandt am Friderico-Francisceum in Bad Doberan

Christoph Gottfried Hermann Willy Brandt, auch Willi Brandt (* 13. Februar 1885 in Ilfeld; † 4. November 1975 in Bayreuth), war ein deutscher Lehrer und Schuldirektor.

## Leben
Willy Brandt legte das Abitur an der Klosterschule Ilfeld ab und studierte ab 1903 Geschichte und Klassische Philologie an den Universitäten Göttingen, Straßburg und Halle an der Saale. Er wurde in Halle promoviert. Es folgten weitere Ausbildungen in Hannover und Hannoversch Münden. Seine erste Anstellung fand Brandt als Hilfslehrer in Aurich. Von 1910 bis 1913 war er Oberlehrer für Latein, Griechisch und Geschichte an der Großen Stadtschule in Rostock. Danach war er als Lektor an der Universität Rostock tätig. Von 1924 bis 1937 leitete Willy Brandt als Oberstudiendirektor die Domschule Güstrow. Unter seinem Direktorat wurde die 375-Jahr-Feier der Schule begangen.
1937 wurde Willy Brandt an das Friderico-Francisceum in Bad Doberan versetzt. Hier war er am 2. Mai 1945 an der kampflosen Übergabe der Stadt beteiligt. Dem war einen Tag zuvor eine, unter Androhung von Waffengewalt durch den amtierenden NSDAP-Ortsgruppenführer geführte Auseinandersetzung, sich im Kampf den sowjetischen Truppen entgegenzustellen, vorausgegangen. Mit der Wiedereröffnung der Schule im Oktober 1945 wurde Brand vom sowjetischen Kommandanten als Direktor der Bildungseinrichtung bestätigt und zusätzlich als Bezirksschulrat eingesetzt. Am 1. Januar 1947 wurde dieses zusätzliche Amt wieder abgeschafft. Bis 1950 bekleidete er den Direktorenposten. Später zog er nach Bayreuth. 1975 starb er dort im Stadtteil Laineck.

## Veröffentlichungen
- Die Staatliche Domschule zu Güstrow 1903-1928. (1928)